# Unione Sportiva Città di Palermo 2016-2017
Questa voce raccoglie le informazioni riguardanti l'Unione Sportiva Città di Palermo nelle competizioni ufficiali della stagione 2016-2017.

## Stagione
Come già avvenuto nel corso dell'estate 2015, la società si priva - sul mercato - dei suoi attaccanti titolari: Franco Vázquez e Alberto Gilardino sono ceduti, rispettivamente, al Siviglia e all'Empoli. Alla sosta di settembre, dopo 2 giornate di campionato in cui il Palermo ha perso con il Sassuolo e pareggiato con l'Inter, il tecnico Davide Ballardini si dimette dall'incarico: a prendere il suo posto viene chiamato Roberto De Zerbi, sconfitto dal Napoli.
All'ottava giornata, contro il Torino, viene tagliato il traguardo delle 1 000 partite in massima categoria; l'incontro è vinto dai granata con il punteggio di 1-4, nonostante il temporaneo vantaggio dei siciliani. Nel turno successivo, una sconfitta (con identico punteggio) con la Roma ferma poi l'imbattibilità esterna stagionale. Al contrario, sono invece 7 le sconfitte consecutive in casa: un nuovo primato negativo per la Serie A, stabilito il 27 novembre per effetto del knock-out contro la Lazio. De Zerbi viene esonerato nel corso della settimana seguente, con Eugenio Corini scelto per rimpiazzarlo. L'ex calciatore perde con Fiorentina e Chievo, peggiorando ulteriormente l'andamento casalingo: in totale, sono 9 le disfatte di fila e, successivamente, dello stesso numero, anche quelle delle partite perse consecutivamente (altri record in rosso per la A, quest'ultimo peggiorato dalla stagione 1956-1957, dove prima i match persi di seguito erano 6, nelle ultime gare di quel torneo).
Il primo punto tra le mura amiche viene ottenuto soltanto a dicembre, pareggiando contro un Pescara diretto rivale per la salvezza. In seguito alle dimissioni di Corini a gennaio, viene ingaggiato Diego Luis López: l'uruguaiano centra, vincendo la sfida con l'esordiente Crotone, la prima affermazione del girone di ritorno. Nella gara con la Juventus, persa 4-1, i rosanero trovano il primo gol contro i torinesi dal 2011 e all’Allianz Stadium. Il 27 febbraio 2017 il presidente Maurizio Zamparini lascia la carica dopo quasi 15 anni. La sua è stata la presidenza più duratura della storia del sodalizio. Annuncia poi l'imminente arrivo di un acquirente per il club: il successore è Paul Baccaglini, membro fondatore e rappresentante del fondo anglo-americano Integritas Capital che avrebbe prelevato nel giro di poco più di un mese il 100% delle quote della società di Viale del Fante. Il quarto allenatore della stagione resiste in panchina fino ad aprile quando, dopo il 4-0 subìto dal Milan, lascia spazio a Diego Bortoluzzi.
La giravolta di cambi alla guida tecnica non modifica la sostanza di un'annata già compromessa, culminata nella retrocessione in Serie B con 3 turni di anticipo: i siciliani sono condannati dall'inutile pareggio con il Chievo, poiché, nella stessa giornata, il Crotone vince a Pescara. Caduto in serie cadetta per la seconda volta nell'èra Zamparini (la prima fu nel 2013), giocando in assoluto il più sciagurato campionato dello stesso periodo e in massima serie, il Palermo chiude la stagione al penultimo posto in graduatoria con 2 vittorie di fila casalinghe: l'ultima, contro l'Empoli, condanna i toscani - a loro volta - alla retrocessione, permettendo anzi ai pitagorici del Crotone, artefici di una clamorosa rimonta, di salvarsi storicamente.

## Divise e sponsor
La maglia home, realizzata da Joma, presenta uno stile classico, fedele alla storia del club di viale del Fante, con la colorazione del pantone rosa (189-c). La divisa viene impreziosita da dettagli di grande pregio, come il rosanero presente nelle maniche, lo stemma sociale è posizionato come di consueto all'altezza del cuore. La maglia away, quella da utilizzare nelle gare in trasferta, è invece prevalentemente bianca con finiture nere nella parte anteriore. Sul lato sinistro in alto, dove si trova lo stemma del club, è inoltre presente una striscia orizzontale con due bande rosa e nero inframezzate da una più sottile di colore oro. Per la terza maglia della formazione siciliana è stato scelto il colore nero con la presenza, come nella scorsa annata sportiva, di dettagli oro sui bordi delle maniche, sul collo e nei loghi di sponsor tecnico e stemma storico del club in oro.
Lo sponsor di maglia per la stagione 2016-2017 sarà Lewer Calzature, mentre Bisaten, prodotto di punta dello storico Colorificio Giuseppe Di Maria SpA, sarà back sponsor.
| Casa | Trasferta | Terza maglia |

## Organigramma societario
Consiglio di Amministrazione
- Presidente: Maurizio Zamparini, poi Paul Baccaglini
- Executive Manager: Angelo Baiguera
- Direttore Amministrativo: Daniela De Angeli

Area marketing
- Marketing Manager: Federico Fornaris
- Responsabile biglietteria: Mauro Bellante

Area sanitaria
- Responsabile Area Sanitaria: Prof. Giuseppe Francavilla
- Medico Responsabile: Dott. Cristian Francavilla
- Medico: Dott. Lorenzo Todaro

Area sportiva
- Direttore sportivo: Daniele Faggiano, poi Dario Šimić come consulente personale del Presidente, poi Nicola Salerno, poi carica vacante
- Segretario generale: Roberto Felicori

Area tecnica
- Allenatore: Davide Ballardini, poi Roberto De Zerbi, poi Eugenio Corini, poi Diego Luis Lopez, poi Diego Bortoluzzi
- Allenatore in seconda: Carlo Regno, poi Davide Possanzini, poi Salvatore Lanna, poi Michele Fini, poi Fabio Rossitto
- Collaboratori tecnici: Stefano Melandri, poi Pasquale Catalano, poi Stefano Olivieri, poi nessuno, poi Stefano Olivieri e Vincenzo Varrica
- Preparatore dei portieri: Vincenzo Sicignano, Alessandro Vitrani
- Preparatori atletici: Andrea Rinaldi, Marcattilio Marcattilii, Vincenzo Teresa, Giuseppe Puleo, Salvatore Sciuto, Maurizio Di Renzo

## Rosa
| N. |                               | Ruolo | Calciatore                  |
| -- | ----------------------------- | ----- | --------------------------- |
| 1  | Croazia (bandiera)            | P     | Josip Posavec               |
| 2  | Italia (bandiera)             | D     | Roberto Vitiello (capitano) |
| 3  | Italia (bandiera)             | D     | Andrea Rispoli              |
| 4  | Slovenia (bandiera)           | D     | Siniša Anđelković           |
| 5  | Serbia (bandiera)             | D     | Slobodan Rajković           |
| 6  | Italia (bandiera)             | D     | Edoardo Goldaniga           |
| 7  | Marocco (bandiera)            | D     | Achraf Lazaar               |
| 8  | Macedonia del Nord (bandiera) | A     | Aleksandar Trajkovski       |
| 9  | Svezia (bandiera)             | A     | Stefan Silva                |
| 10 | Svezia (bandiera)             | C     | Oscar Hiljemark             |
| 11 | Guinea-Bissau (bandiera)      | A     | Carlos Embalo               |
| 12 | Costa Rica (bandiera)         | D     | Giancarlo González          |
| 14 | Italia (bandiera)             | C     | Alessandro Gazzi            |
| 15 | Polonia (bandiera)            | D     | Thiago Cionek               |
| 18 | Bulgaria (bandiera)           | C     | Ivajlo Čočev                |
| 19 | Norvegia (bandiera)           | D     | Haitam Aleesami             |
| 20 | Ungheria (bandiera)           | A     | Roland Sallai               |
| 21 | Svezia (bandiera)             | C     | Robin Quaison               |
| 22 | Ungheria (bandiera)           | A     | Norbert Balogh              |

| N. |                                 | Ruolo | Calciatore          |
| -- | ------------------------------- | ----- | ------------------- |
| 23 | Italia (bandiera)               | A     | Alessandro Diamanti |
| 24 | Paesi Bassi (bandiera)          | C     | Ouasim Bouy         |
| 25 | Brasile (bandiera)              | C     | Bruno Henrique      |
| 27 | Italia (bandiera)               | A     | Accursio Bentivegna |
| 28 | Bosnia ed Erzegovina (bandiera) | C     | Mato Jajalo         |
| 30 | Macedonia del Nord (bandiera)   | A     | Ilija Nestorovski   |
| 44 | Bosnia ed Erzegovina (bandiera) | D     | Toni Šunjić         |
| 55 | Italia (bandiera)               | P     | Leonardo Marson     |
| 56 | Italia (bandiera)               | D     | Andrea Punzi        |
| 57 | Italia (bandiera)               | P     | Samuele Guddo       |
| 58 | Canada (bandiera)               | P     | Sebastian Breza     |
| 60 | Italia (bandiera)               | A     | Francesco Bonfiglio |
| 61 | Italia (bandiera)               | C     | Gennaro Ruggiero    |
| 68 | Italia (bandiera)               | P     | Andrea Fulignati    |
| 70 | Italia (bandiera)               | D     | Simone Giuliano     |
| 89 | Svizzera (bandiera)             | D     | Michel Morganella   |
| 97 | Italia (bandiera)               | D     | Giuseppe Pezzella   |
| 98 | Italia (bandiera)               | A     | Simone Lo Faso      |

## Calciomercato

### Sessione estiva(dall'1/7 al 31/8)
| Acquisti | Acquisti            | Acquisti        | Acquisti                                  |
| R.       | Nome                | da              | Modalità                                  |
| -------- | ------------------- | --------------- | ----------------------------------------- |
| P        | Andrea Fulignati    | Trapani         | fine prestito                             |
| C        | Alessandro Gazzi    | Torino          | definitivo (800.000 €)                    |
| A        | Ilija Nestorovski   | Inter Zaprešić  | definitivo (500.000 €)                    |
| A        | Carlos Embalo       | Brescia         | fine prestito                             |
| D        | Haitam Aleesami     | IFK Göteborg    | definitivo (1,2 milioni €)                |
| A        | Roland Sallai       | Puskás Akadémia | prestito (300.000 €) con obbligo riscatto |
| D        | Slobodan Rajković   | Darmstadt       | definitivo (1,5 milioni €)                |
| C        | Bruno Henrique      | Corinthians     | definitivo (3,3 milioni €)                |
| C        | Ouasim Bouy         | Juventus        | prestito                                  |
| C        | Alessandro Diamanti | Guangzhou E.    | svincolato                                |

| Cessioni | Cessioni               | Cessioni      | Cessioni                                          |
| R.       | Nome                   | a             | Modalità                                          |
| -------- | ---------------------- | ------------- | ------------------------------------------------- |
| P        | Stefano Sorrentino     |               | svincolato                                        |
| A        | Alberto Gilardino      |               | svincolato                                        |
| C        | Enzo Maresca           |               | svincolato                                        |
| A        | Franco Vázquez         | Siviglia      | definitivo (15 milioni €) con bonus (3 milioni €) |
| C        | Gastón Brugman         | Pescara       | fine prestito                                     |
| C        | Bryan Cristante        | Benfica       | fine prestito                                     |
| D        | Ahmad Benali           | Pescara       | riscatto (1 milioni €)                            |
| C        | Granddi N'Goyi         |               | svincolato                                        |
| A        | Manuel Arteaga         | The Strongest | prestito                                          |
| A        | Uros Djurdjevic        |               | svincolato                                        |
| A        | Antonino La Gumina     | Ternana       | prestito                                          |
| D        | Aljaž Struna           | Carpi         | prestito con diritto di riscatto                  |
| A        | Simon Makienok         | Preston N.E.  | prestito                                          |
| D        | Abdelhamid El Kaoutari | Bastia        | prestito                                          |
| A        | Cephas Malele          | Leixões       | prestito                                          |
| A        | Matheus Cassini        | Siracusa      | prestito                                          |
| A        | Gabriele Zerbo         |               | svincolato                                        |
| D        | Milan Milanović        |               | svincolato                                        |
| D        | Emiliano Viviano       | Sampdoria     | riscatto (2,3 milioni €)                          |
| D        | Achraf Lazaar          | Newcastle Utd | definitivo (3,5 milioni €)                        |

### Sessione invernale(dal 3/1 al 31/1)
| Acquisti         | Acquisti         | Acquisti      | Acquisti      |
| R.               | Nome             | da            | Modalità      |
| ---------------- | ---------------- | ------------- | ------------- |
| D                | Toni Šunjić      | Stoccarda     | prestito      |
| A                | Stefan Silva     | GIF Sundsvall | definitivo    |
| Altre operazioni |                  |               |               |
| R.               | Nome             | da            | Modalità      |
| P                | Fabrizio Alastra | Matera        | fine prestito |
| C                | Davide Petermann | Teramo        | fine prestito |
| A                | Manuel Arteaga   | The Strongest | fine prestito |
| A                | Matheus Cassini  | Siracusa      | fine prestito |
| A                | Cephas Malele    | Leixões       | fine prestito |

| Cessioni         | Cessioni            | Cessioni  | Cessioni                         |
| R.               | Nome                | a         | Modalità                         |
| ---------------- | ------------------- | --------- | -------------------------------- |
| C                | Ouasim Bouy         | Juventus  | fine prestito                    |
| C                | Oscar Hiljemark     | Genoa     | prestito con obbligo di riscatto |
| C                | Robin Quaison       | Magonza   | definitivo                       |
| A                | Accursio Bentivegna | Ascoli    | prestito                         |
| Altre operazioni |                     |           |                                  |
| R.               | Nome                | da        | Modalità                         |
| P                | Fabrizio Alastra    | Benevento | prestito                         |
| C                | Davide Petermann    | Carrarese | prestito                         |
| A                | Manuel Arteaga      | Seraing   | prestito                         |
| A                | Matheus Cassini     |           | rescissione                      |
| A                | Cephas Malele       | Varzim    | prestito                         |

## Risultati

### Serie A

#### Girone di andata
| Arbitro: | Pairetto (Nichelino) |

|  |           |                    |
|  | Marcatori | 31’ (rig.) Berardi |

| Arbitro: | Russo (Nola) |

|            |           |             |
| Icardi 72’ | Marcatori | 48’ Rispoli |

| Arbitro: | Massa (Imperia) |

|  |           |                              |
|  | Marcatori | 47’ Hamšík 51’, 65’ Callejón |

| Arbitro: | Celi (Bari) |

|            |           |                 |
| Trotta 23’ | Marcatori | 66’ Nestorovski |

| Arbitro: | Ghersini (Genova) |

|  |           |                 |
|  | Marcatori | 89’ Nestorovski |

| Arbitro: | Valeri (Roma) |

|  |           |                      |
|  | Marcatori | 49’ (aut.) Goldaniga |

| Arbitro: | Mariani (Aprilia) |

|                       |           |                 |
| Bruno Fernandes 90+5’ | Marcatori | 60’ Nestorovski |

| Arbitro: | Fabbri (Ravenna) |

|          |           |                                           |
| Čočev 5’ | Marcatori | 25’, 40’ Ljajić 45+1’ Benassi 50’ Baselli |

| Arbitro: | Calvarese (Teramo) |

|                                                 |           |             |
| Salah 31’ Paredes 51’ Džeko 68’ El Shaarawy 82’ | Marcatori | 80’ Quaison |

| Arbitro: | Orsato (Schio) |

|                 |           |                             |
| Nestorovski 10’ | Marcatori | 36’ Théréau 74’, 79’ Fofana |

| Arbitro: | Irrati (Pistoia) |

|                  |           |                 |
| Dessena 53’, 64’ | Marcatori | 79’ Nestorovski |

| Arbitro: | Mazzoleni (Bergamo) |

|                 |           |                       |
| Nestorovski 71’ | Marcatori | 15’ Suso 82’ Lapadula |

| Arbitro: | Russo (Nola) |

|                                     |           |                |
| Destro 20’ Džemaili 67’ Viviani 72’ | Marcatori | 9’ Nestorovski |

| Arbitro: | Guida (Torre Annunziata) |

|  |           |                      |
|  | Marcatori | 31’ Milinković-Savić |

| Arbitro: | Giacomelli (Trieste) |

|                                       |           |            |
| Bernardeschi 33’ (rig.) Babacar 90+3’ | Marcatori | 49’ Jajalo |

| Arbitro: | Tagliavento (Terni) |

|  |           |                          |
|  | Marcatori | 14’ Birsa 49’ Pellissier |

| Arbitro: | Pairetto (Nichelino) |

|                              |           |                                                      |
| Simeone 4’, 57’ Ninković 65’ | Marcatori | 42’ Quaison 69’ Goldaniga 88’ Rispoli 90’ Trajkovski |

| Arbitro: | Massa (Imperia) |

|             |           |                      |
| Quaison 33’ | Marcatori | 90+3’ (rig.) Biraghi |

| Arbitro: | Valeri (Roma) |

|                      |           |  |
| Maccarone 78’ (rig.) | Marcatori |  |

#### Girone di ritorno
| Arbitro: | Mazzoleni (Bergamo) |

|                                        |           |            |
| Matri 15’, 66’ Ragusa 24’ Politano 83’ | Marcatori | 8’ Quaison |

| Arbitro: | Irrati (Pistoia) |

|  |           |                |
|  | Marcatori | 65’ João Mário |

| Arbitro: | Celi (Bari) |

|             |           |                |
| Mertens 66’ | Marcatori | 6’ Nestorovski |

| Arbitro: | Rocchi (Firenze) |

|                 |           |  |
| Nestorovski 27’ | Marcatori |  |

| Arbitro: | Orsato (Schio) |

|           |           |                                   |
| Čočev 41’ | Marcatori | 19’ Conti 26’ Gómez 78’ Cristante |

| Arbitro: | Di Bello (Brindisi) |

|                                           |           |             |
| Marchisio 12’ Dybala 40’, 89’ Higuaín 63’ | Marcatori | 90+3’ Čočev |

| Arbitro: | Doveri (Roma) |

|                        |           |                  |
| Nestorovski 31’ (rig.) | Marcatori | 90’ Quagliarella |

| Arbitro: | Rizzoli (Bologna) |

|                       |           |             |
| Belotti 73’, 76’, 81’ | Marcatori | 30’ Rispoli |

| Arbitro: | Rocchi (Firenze) |

|  |           |                                       |
|  | Marcatori | 22’ El Shaarawy 76’ Džeko 90+1’ Peres |

| Arbitro: | Maresca (Napoli) |

|                                               |           |            |
| Théréau 42’ Zapata 60’ de Paul 68’ Jankto 80’ | Marcatori | 12’ Sallai |

| Arbitro: | Valeri (Roma) |

|              |           |                               |
| González 26’ | Marcatori | 48’, 88’ Ioniță 58’ Borriello |

| Arbitro: | Di Bello (Brindisi) |

|                                            |           |  |
| Suso 6’ Pašalić 19’ Bacca 37’ Deulofeu 70’ | Marcatori |  |

| Palermo 15 aprile 2017, ore 15:00 CEST 32ª giornata | Palermo         | 0 – 0 referto | Bologna | Stadio Renzo Barbera (9 915 spett.)\| Arbitro: \| Banti (Livorno) \| |
| Arbitro:                                            | Banti (Livorno) |               |         |                                                                      |

| Arbitro: | Fabbri (Ravenna) |

|                                                       |           |                  |
| Immobile 8’, 9’ Keita 21’, 24’ (rig.), 26’ Crecco 90’ | Marcatori | 46’, 52’ Rispoli |

| Arbitro: | Tagliavento (Terni) |

|                           |           |  |
| Diamanti 32’ Aleesami 90’ | Marcatori |  |

| Arbitro: | Serra (Torino) |

|                       |           |               |
| Pellissier 68’ (rig.) | Marcatori | 88’ Goldaniga |

| Arbitro: | Doveri (Roma) |

|             |           |  |
| Rispoli 13’ | Marcatori |  |

| Arbitro: | Pairetto (Nichelino) |

|                       |           |  |
| Murić 15’ Mitriță 87’ | Marcatori |  |

| Arbitro: | Rizzoli (Bologna) |

|                                    |           |            |
| Nestorovski 76’ Bruno Henrique 84’ | Marcatori | 87’ Krunić |

### Coppa Italia

#### Turni preliminari
| Arbitro: | Doveri (Roma) |

|              |           |  |
| Čočev 120+2’ | Marcatori |  |

| Arbitro: | Aureliano (Bologna) |

|                                                      |                      |                                                 |
| Diamanti Hiljemark Aleesami Quaison Balogh Goldaniga | Tiri di rigore 4 – 5 | Sciaudone Okereke Piu Galli Chichizola Migliore |

## Statistiche

### Statistiche di squadra
| Competizione | Punti | In casa | In casa | In casa | In casa | In casa | In casa | In trasferta | In trasferta | In trasferta | In trasferta | In trasferta | In trasferta | Totale | Totale | Totale | Totale | Totale | Totale | DR  |
| Competizione | Punti | G       | V       | N       | P       | Gf      | Gs      | G            | V            | N            | P            | Gf           | Gs           | G      | V      | N      | P      | Gf     | Gs     | DR  |
| ------------ | ----- | ------- | ------- | ------- | ------- | ------- | ------- | ------------ | ------------ | ------------ | ------------ | ------------ | ------------ | ------ | ------ | ------ | ------ | ------ | ------ | --- |
| Serie A      | 26    | 19      | 4       | 3       | 12      | 13      | 30      | 19           | 2            | 5            | 12           | 20           | 47           | 38     | 6      | 8      | 24     | 33     | 77     | -44 |
| Coppa Italia | -     | 2       | 1       | 1       | 0       | 1       | 0       | 0            | 0            | 0            | 0            | 0            | 0            | 2      | 1      | 1      | 0      | 1      | 0      | +1  |
| Totale       | 26    | 21      | 5       | 4       | 12      | 14      | 30      | 19           | 2            | 5            | 12           | 20           | 47           | 40     | 7      | 9      | 24     | 34     | 77     | -43 |

### Andamento in campionato
| Giornata  | 1  | 2  | 3  | 4  | 5  | 6  | 7  | 8  | 9  | 10 | 11 | 12 | 13 | 14 | 15 | 16 | 17 | 18 | 19 | 20 | 21 | 22 | 23 | 24 | 25 | 26 | 27 | 28 | 29 | 30 | 31 | 32 | 33 | 34 | 35 | 36 | 37 | 38 |
| --------- | -- | -- | -- | -- | -- | -- | -- | -- | -- | -- | -- | -- | -- | -- | -- | -- | -- | -- | -- | -- | -- | -- | -- | -- | -- | -- | -- | -- | -- | -- | -- | -- | -- | -- | -- | -- | -- | -- |
| Luogo     | C  | T  | C  | T  | T  | C  | T  | C  | T  | C  | T  | C  | T  | C  | T  | C  | T  | C  | T  | T  | C  | T  | C  | C  | T  | C  | T  | C  | T  | C  | T  | C  | T  | C  | T  | C  | T  | C  |
| Risultato | P  | N  | P  | N  | V  | P  | N  | P  | P  | P  | P  | P  | P  | P  | P  | P  | V  | N  | P  | P  | P  | N  | V  | P  | P  | N  | P  | P  | P  | P  | P  | N  | P  | V  | N  | V  | P  | V  |
| Posizione | 15 | 15 | 19 | 19 | 16 | 18 | 18 | 18 | 19 | 19 | 19 | 19 | 19 | 20 | 20 | 20 | 19 | 18 | 18 | 18 | 19 | 19 | 18 | 18 | 18 | 18 | 18 | 18 | 19 | 19 | 19 | 19 | 19 | 19 | 19 | 19 | 19 | 19 |

Fonte:  Serie A – Classifiche, su sport.sky.it, Sky Sport. URL consultato il 24 agosto 2016 (archiviato dall'url originale l'11 settembre 2014).
Legenda:

Luogo: C = Casa; T = Trasferta. Risultato: V = Vittoria; N = Pareggio; P = Sconfitta.